# Neunheit von Heliopolis

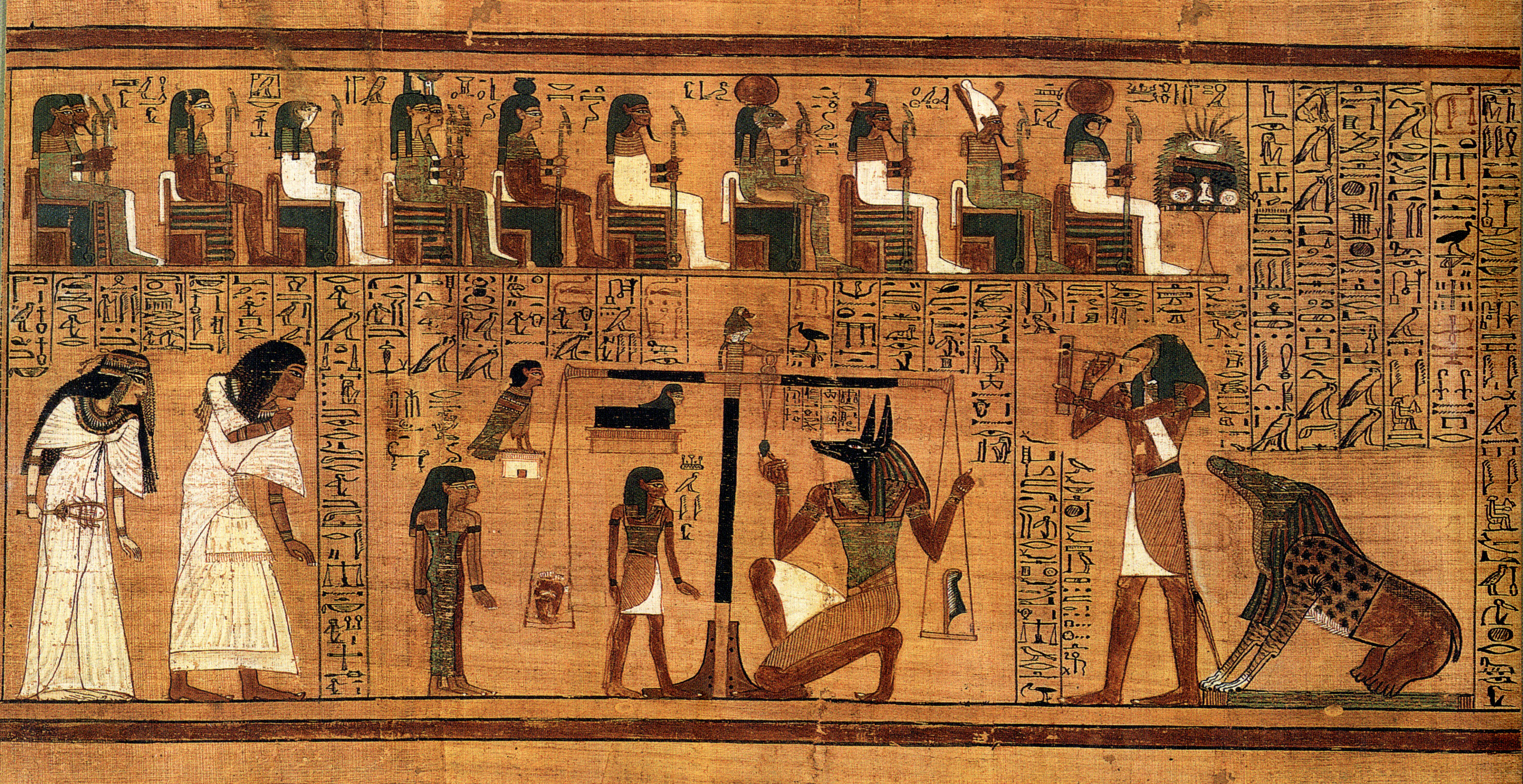
Abwiegen des Herzens im Totenbuch des Papyrus des Ani: in der oberen Götterreihe bei insgesamt 12 abgebildeten Gottheiten, nur 7 Götter der Neunheit: Isis und Nephthys (4. v. l.); Nut (5. v. l.); Geb (6. v. l.); Tefnut (7. v. l.); Schu (8. v. l.) und Atum (9. v. l.)

Unter dem Begriff Neunheit (oder Enneade) von Heliopolis (von griechisch ennea „neun“), altägyptisch Pesdjet (psḏt), werden die neun Schöpfergottheiten der heliopolitanisch-kosmologischen Kratogonie („kosmologische Entstehung der weltlichen Herrschaft“) zusammengefasst. In der antiken Philosophie und Theologie werden diese Schöpfergottheiten auch Demiurgen genannt. Nun, die kosmologische Verkörperung des Urwassers, aus dem die Welt entstanden sei, gehört nach der altägyptischen Mythologie nicht zu den „weltlichen Schöpfergottheiten“. Das Prinzip des Nun verkörperte auf weltlicher Ebene die Gottheit Atum, der als Schöpfungsgott die „Dreiheit“ des „irdischen Nichts“ sowie die Zweigeschlechtlichkeit symbolisierte.
Die heliopolitanische Kosmogenie der weltlichen Schöpfung versteht Atum daher als Lichtgott, der als Sonne während seines ersten Sonnenaufgangs das irdische Leben noch in sich trug. Aus ihm heraus entstanden durch Trennung die göttlichen zwei Geschlechter Schu und Tefnut.

## Schöpfungsmythos
Die Schöpfungsgeschichte von Heliopolis ist eine der ältesten ägyptischen Mythen zur Entstehung der Welt. Er nimmt ein präexistentes, chaotisches Urgewässer (Nun) an, aus dem der Schöpfergott Atum entstieg. Atum ließ im Nun einen Urhügel entstehen – der später mit Heliopolis gleichgesetzt wurde – und ließ sich auf diesem nieder. Nachdem nun das Wasser und der Schöpfergott existierten, begann Atum aus sich selbst die Elemente der Schöpfung hervorzubringen: die Luft (Schu), das Feuer (Tefnut), das Himmelsgewölbe, die Erde und die Zeit.
Schu und Tefnut bildeten das erste Götterpaar der Enneade von Heliopolis. Sie wurden durch Nun, das präexistente Urgewässer, aufgezogen und von Atums Stirnauge beobachtet, welches er an seiner Stirn platzierte. Das Götterpaar zeugte den Erdgott Geb und die Himmelsgöttin Nut, die wiederum Osiris, Isis, Seth und Nephthys zeugten.

## Die Schöpfergottheiten
Obwohl der Begriff „Neunheit“ aus Heliopolis stammt, gehören die dortigen Götter Re und Horus nicht dazu. Für Re ist erstmals eine Verbindung zu Heliopolis in den Pyramidentexten unter König Unas am Ende der 5. Dynastie belegt. In den Pyramidentexten ist Atum bereits als „Vorderster der großen Neunheit“ genannt.
|                     |                     |                     |                     | Atum Licht, Ur-Nichts |                     |  |  |                        |                        |                        |                        |                        |                        |  |  |          |          |          |          |          |          |  |  |      |      |      |      |      |      |
|                     |                     |                     |                     |                       |                     |  |  |                        |                        |                        |                        |                        |                        |  |  |          |          |          |          |          |          |  |  |      |      |      |      |      |      |
|                     |                     |                     |                     |                       |                     |  |  |                        |                        |                        |                        |                        |                        |  |  |          |          |          |          |          |          |  |  |      |      |      |      |      |      |
| Schu Leben, Luft    | Schu Leben, Luft    | Schu Leben, Luft    | Schu Leben, Luft    | Schu Leben, Luft      | Schu Leben, Luft    |  |  | Tefnut Wahrheit, Feuer | Tefnut Wahrheit, Feuer | Tefnut Wahrheit, Feuer | Tefnut Wahrheit, Feuer | Tefnut Wahrheit, Feuer | Tefnut Wahrheit, Feuer |  |  |          |          |          |          |          |          |  |  |      |      |      |      |      |      |
| Schu Leben, Luft    | Schu Leben, Luft    | Schu Leben, Luft    | Schu Leben, Luft    | Schu Leben, Luft      | Schu Leben, Luft    |  |  | Tefnut Wahrheit, Feuer | Tefnut Wahrheit, Feuer | Tefnut Wahrheit, Feuer | Tefnut Wahrheit, Feuer | Tefnut Wahrheit, Feuer | Tefnut Wahrheit, Feuer |  |  |          |          |          |          |          |          |  |  |      |      |      |      |      |      |
|                     |                     |                     |                     |                       |                     |  |  |                        |                        |                        |                        |                        |                        |  |  |          |          |          |          |          |          |  |  |      |      |      |      |      |      |
|                     |                     |                     |                     |                       |                     |  |  |                        |                        |                        |                        |                        |                        |  |  |          |          |          |          |          |          |  |  |      |      |      |      |      |      |
| Geb Erde            | Geb Erde            | Geb Erde            | Geb Erde            | Geb Erde              | Geb Erde            |  |  | Nut Himmel             | Nut Himmel             | Nut Himmel             | Nut Himmel             | Nut Himmel             | Nut Himmel             |  |  |          |          |          |          |          |          |  |  |      |      |      |      |      |      |
| Geb Erde            | Geb Erde            | Geb Erde            | Geb Erde            | Geb Erde              | Geb Erde            |  |  | Nut Himmel             | Nut Himmel             | Nut Himmel             | Nut Himmel             | Nut Himmel             | Nut Himmel             |  |  |          |          |          |          |          |          |  |  |      |      |      |      |      |      |
|                     |                     |                     |                     |                       |                     |  |  |                        |                        |                        |                        |                        |                        |  |  |          |          |          |          |          |          |  |  |      |      |      |      |      |      |
|                     |                     |                     |                     |                       |                     |  |  |                        |                        |                        |                        |                        |                        |  |  |          |          |          |          |          |          |  |  |      |      |      |      |      |      |
| Osiris Wasser, Duat | Osiris Wasser, Duat | Osiris Wasser, Duat | Osiris Wasser, Duat | Osiris Wasser, Duat   | Osiris Wasser, Duat |  |  | Isis Thron             | Isis Thron             | Isis Thron             | Isis Thron             | Isis Thron             | Isis Thron             |  |  | Nephthys | Nephthys | Nephthys | Nephthys | Nephthys | Nephthys |  |  | Seth | Seth | Seth | Seth | Seth | Seth |